# 空の下屋根の中
『空の下屋根の中』（そらのしたやねのなか）は、双見酔による日本の4コマ漫画作品。『まんがタイムきららキャラット』（芳文社）にて2008年6月号よりゲストとして掲載、同年9月号より2010年6月号まで連載された。

## あらすじ
主人公の少女、香奈絵は高校卒業後、特にやりたいこともなく進学も就職もせず、毎日自宅で自堕落な生活を送っていた。この物語は香奈絵の日々自分の生きる道を模索しながら就職にこぎつけるまでの悪戦苦闘ぶりを描くものである。
「ニート漫画」を標榜しているが、働かなくていいといった世界観の作品ではなく、現代の若者文化に対する一種の風刺漫画としての側面を持つ作品である。人々とふれあうことと働くことによって主人公が少しずつ成長していく姿を、シニカルな笑いとほのぼのとした温かみを交えながら描かれている。

## 登場人物
笹川香奈絵（ささがわ かなえ）
本作の主人公。高校を卒業したばかりの家事手伝い。
進学も就職もしておらず、特にやりたいこともないため長らくニート状態に甘んじていたが、そんな自分に焦りを感じ、遅まきながら就職に向けて動き出した。
内気で大人しい美少女で、その上世間知らずなので、何をやるにも消極的で物事がなかなか前に進まない。
高校時代は髪を結っていたようだが今は面倒なのでそのままにしている。
おもちゃ屋にアルバイトとして勤めていたが、一念発起して就職活動に精を出し、ついに一般企業に就職を果たした。
笹川母
香奈絵の母。
非常にドライな性格で香奈絵の就職も特に強要しているわけではない。
人生の先達らしく要所要所で香奈絵にアドバイスする。
クロスワードパズルが趣味らしく、家事を忘れて没頭してしまう。
笹川父
香奈絵の父。単身赴任中の会社員であり自宅には滅多に戻ってこない。
香奈絵が幼稚園の頃から単身赴任生活のため、娘との仲が疎遠気味であることを気にしている。
白井まゆ（しらい まゆ）
香奈絵の学生時代からの親友。長い黒髪でメガネを着用している。
香奈絵と違い卒業後はきちんとスーパーマーケットに就職している社会人。
美紀（みき）
香奈絵の従妹。小学生の少女。
小学生ながらスマートフォンを使いこなすモバイルIT世代。また小学生とは思えない非常にしっかりした性格の持ち主で年上の香奈絵を説教して凹ませたこともある。
一方、特撮モノが大好きであるなど年齢相応の子供らしい部分もある。
裕子（ゆうこ）
美紀の母。香奈絵の伯母。香奈絵の母の兄の嫁にあたる。
香奈絵の母と仲が良く、2人だけで長時間外出することがある。その間、美紀は香奈絵が預かることになる。
八坂美恵（やさか みえ）
香奈絵が勤めるおもちゃ屋の先輩店員。基本的に店長が常駐していないため、実質的に店舗を仕切っている人物。
温和な女性ではあるが、万引きに対する警戒レベルは常にMAX。
店長
香奈絵が勤めるおもちゃ屋の店長。温和な中年女性。
以前ギックリ腰を患って以来、店頭には年末年始ぐらいしか出て来ない。
青山（あおやま）
香奈絵が勤めるおもちゃ屋の男性店員。
寡黙な性格で仕事に関すること以外ではなかなか口を開かない。
ゲームミュージックの作曲家志望でパソコンを使った作曲活動をしている。
木津（きづ）
香奈絵たちの高校の同級生。
卒業後はコンピューター関係の会社でプログラマーをしている。仕事が忙しすぎて同窓会にも出席できない典型的なIT奴隷。
結局勤めていた会社は潰れてしまったが、苦闘の末再就職を果たした。
住吉智子（すみよし ともこ）
香奈絵の勤め先の直属の上司の女性。メガネをかけている。

## その他
単行本1巻中、及び2巻巻末には自堕落な生活を送るニートを強烈に風刺した描き下ろし漫画が加えられている。

## 書誌情報
- 双見酔『空の下屋根の中』芳文社〈まんがタイムKRコミックス〉、全2巻
  1. 2009年8月11日発行（2009年7月27日発売[3]）、ISBN 978-4-8322-7828-8
  2. 2010年6月11日発行（2010年5月27日発売[4][3]）、ISBN 978-4-8322-7915-5